# Richard Cook
Richard Cook (* 7. Februar 1957 in Kew, London; † 25. August 2007 ebenda) war ein britischer Jazz-Journalist und Autor.

## Leben
Cook wurde als Sohn eines Lehrers geboren, dessen 78er-Plattensammlung schon für seinen späteren Beruf die Richtung wies. Er entschied sich trotz guter Noten gegen ein Studium und begann in den 1970er Jahren (zunächst nebenberuflich) als Musikjournalist bei der Zeitschrift „NME“, wo er Anfang der 1980er Jahre fest angestellt war. Er schrieb dabei keineswegs nur über Jazz, sondern über die ganze Bandbreite der Populärmusik.
Von 1985 bis 1992 war er Herausgeber des Experimental-Magazins „The Wire“ und Herausgeber für den zugehörigen Verlag „Quartet Books“. Außerdem schrieb er über Jazz z. B. in der „The Sunday Times“ (später im „New Statesman“) und moderierte ein wöchentliches Jazzprogramm im Radiosender GLR (später auch für „Jazz FM“). Zwischen 1992 und 1997 war er für das Jazzprogramm von „Polygram UK Records“ zuständig, wo er u. a. Alben des britischen Modern Jazz neu herausbrachte („Redial“ Serie) und den Trompeter Guy Barker produzierte.
Außerdem war er Herausgeber des „Jazz Review“ und Autor mehrerer Standardwerke über Jazz (u. a. 2001 einer Geschichte von Blue Note Records) und des Penguin Guide to Jazz Recordings (gemeinsam mit Brian Morton). Cook war auch Ko-Autor eines Theaterstücks („A sparkling evening with Caroline Jackson“).
Er starb 2007 im Alter von 50 Jahren an Krebs.

## Werke
- mit Brian Morton „Penguin Guide to Jazz Recordings“, Penguin, zuerst 1992 als „The Penguin Guide to Jazz on CD“, mehrere Neuauflagen, 8. Auflage 2006 (1560 Seiten), ISBN 0-14-102327-9.
- „Richard Cook’s Jazz Encyclopedia“, Penguin 2005 (832 Seiten), ISBN 0-14-100646-3.
- „Blue Note: Die Biographie“, Scherz Verlag 2004, ISBN 3-87024-599-9.
- „It’s about the time: Miles Davis on and off the Record“, Oxford University Press 2006, ISBN 0-19-532266-5.